# Réserve spéciale de Mangerivola
La réserve spéciale de Mangerivola est un parc naturel situé dans l'est de Madagascar, dans la région de Atsinanana.Elle fait partie des reseaux des aires protégées de Madagascar fondées par le décret 58-10 du 28 octobre 1958.

## Géographie
Elle se situe dans une région isolée, dépourvue de routes à  380km d'  Antananarivo et à 128km de Toamasina.Le bureau de la réserve se situe à Ampasimadinika. Son principal accès se situe à Anjahamana au sud de la réserve.

## Accès
On y accède pas la route nationale 2 jusqu'à Ampasimadinika, puis une route secondaire à Andranobolahy et Anjahamana (50km). Depuis Anjahamena, on doit encore parcourir 30 km à pied pour arriver à la réserve.

## Faune
Dans cette réserve on peut rencontrer 100 espèces d'oiseaux, dont l'effraie de Soumagne (Tyto soumagnei) et un rapace rare, le Serpentaire de Madagascar (Eutriorchis astur). On y trouve également 19 espèces de reptiles et sept lémuriens : l'Indri indri, le Sifaka (Propithecus), le lémur à crinière (Varecia variegata variegata), le lémur fauve (Eulemur fulvus), le lémur à ventre roux (Eulemur rubriventer), l’Hapalémur gris et l'Aye aye .

## Flore
La végétation de la réserve spéciale de Mangerivola est composée de forêt dense et humide de basse et moyenne altitude , une végétation rupicole.